# スコーピオン・キング2
『スコーピオン・キング2』（The Scorpion King 2: Rise of a Warrior）は、2008年のアメリカ映画。2002年の『スコーピオン・キング』の続編であり、ビデオ映画として公開された。続編ではあるが、未来ではなく過去（スコーピオン・キングことマサイアスの若き時代）を描いている。

## ストーリー
勇猛な戦士である父をサルゴンに呪い殺された少年・マサイアスは過酷な修行に耐え、復讐を遂げるために王国に戻って来る。

## スタッフ
- 監督：ラッセル・マルケイ
- 製作：スティーヴン・ソマーズ
- 脚本：ランドール・マコーミック
- 撮影：グリン・スピーカート
- プロダクションデザイン：トム・ハナム
- 衣装デザイン：ディアナ・シリアーズ
- 音楽：クラウス・バデルト

## キャスト
括弧内は日本語吹き替えキャスト。
- マサイアス：マイケル・コポン（浪川大輔）
- サルゴン：ランディ・クートゥア（山野井仁）
- レイラ：カレン・デヴィッド（武田華）
- アリ：サイモン・クォーターマン（川本克彦）
- フォン：トム・ウー（伝坂勉）
- ボルックス：アンドレアス・ウィズニュースキー（乃村健次）
- セレネ：ナタリー・ベッカー
- バルド：ジェレミー・クラッチリー
- ジェサップ：シェーン・メニー

## 製作
2007年8月、前作でマサイアスを演じたドウェイン・ジョンソンが続投しないことが発表され、主演にはマイケル・コポンが起用され、ヒロインにカレン・デヴィッド、悪役にはランディ・クートゥアがそれぞれ起用された。
2007年10月1日から南アフリカ共和国・ケープタウンで撮影が行われた。

## 評価
ビヨンド・ハリウッドは、「この映画を観ることは完全な損失です。あなたは製作者たちに、より良い脚本、より良いキャスト、激怒するほどの人選ミスではない監督を集めたら、この映画をどうすることが出来たかを考えさせる必要があります」と酷評した。批評家のアーロン・ペックは、「私は本当に、この映画が好きだった。前作は笑いが絶えなかったが、楽しく観れました。この映画はただ痛々しい」と批評した。
UGO Networksのキース・ユーリッチは、「チープで醜く、面白いという定番シーンさえない。これは、各シーンで無意味に増加していく」と批評した。フィルム・ジャバーは、「アクションと興奮がなく、さらに重要なことにクオリティが欠けている。映画を製作した価値はまずまずですが、これが『ハムナプトラ3 呪われた皇帝の秘宝』と同時に作られた理由は分かります」と批評している。Hi-Def Digestのケネス・ブラウンは、「製作中止になったテレビドラマのパイロット版のように感じる。痛いほど上書きされているが、心が安らぐほど単純なので、キャラクターの葛藤を気にすることは不可能です」と述べている。